# Ronde van Frankrijk 2007/Zevende etappe

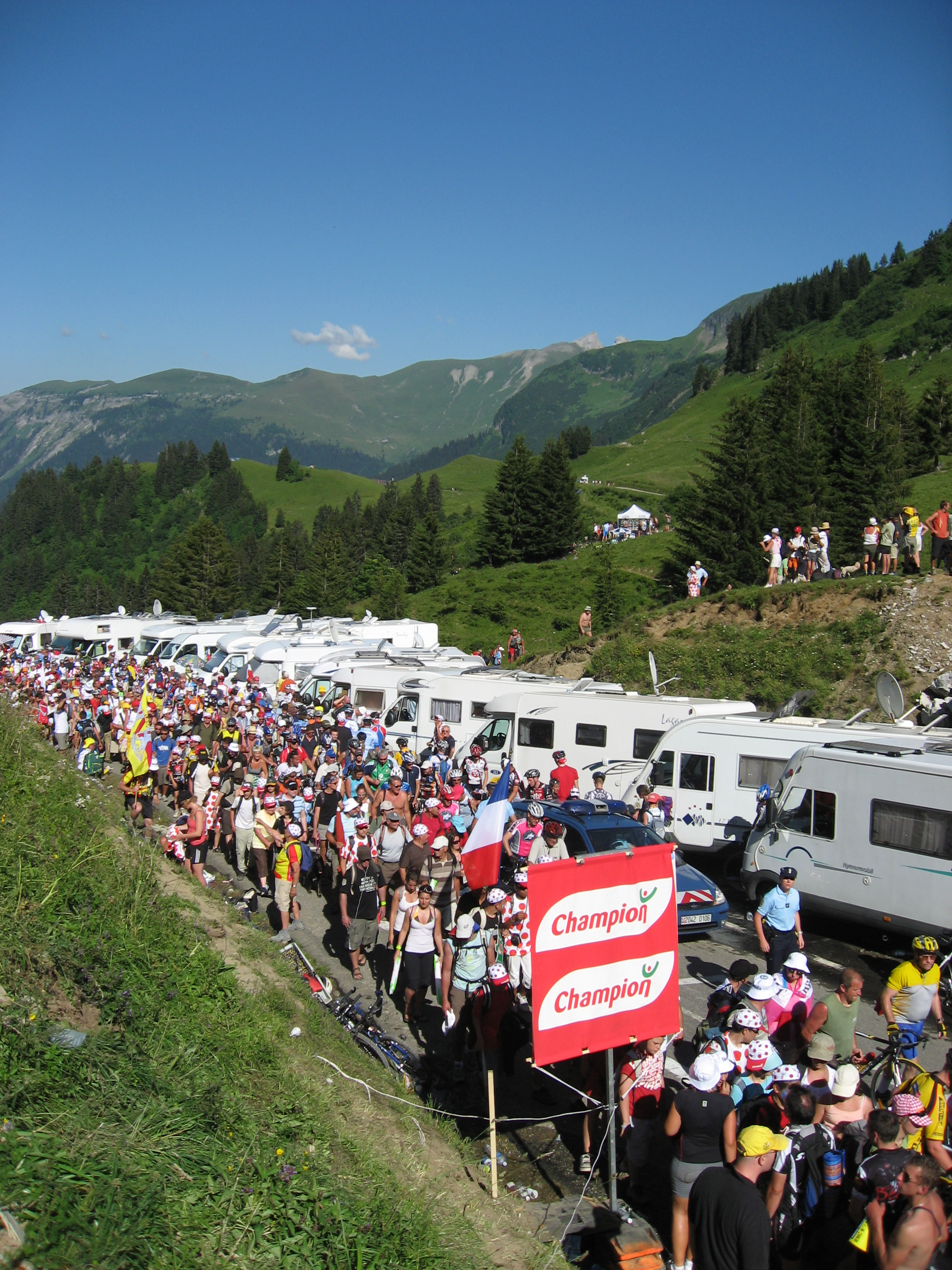
De Col de la Colombière.

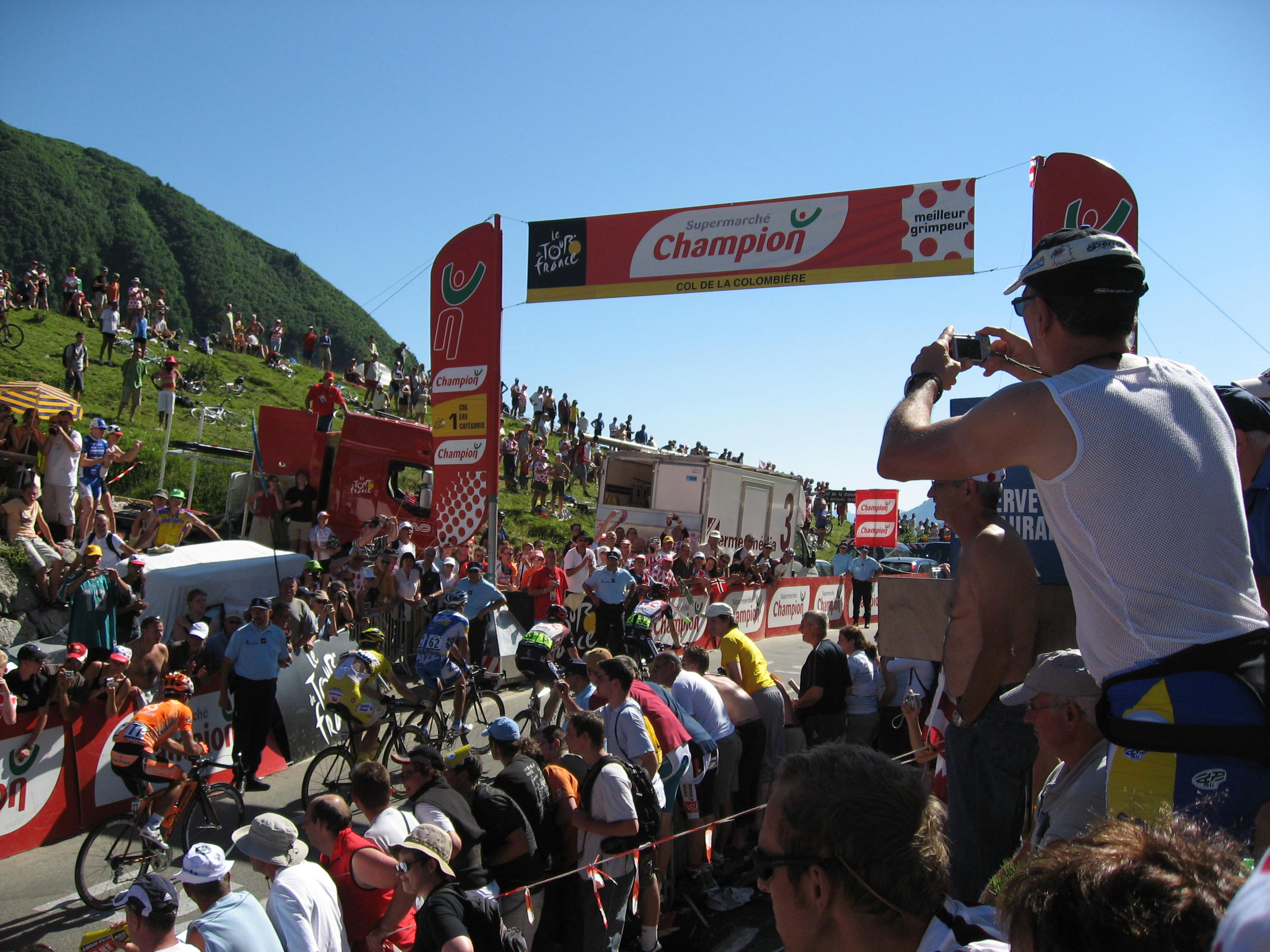
Een groepje renners bereikt de top.

De zevende etappe van de Ronde van Frankrijk 2007 werd verreden op 14 juli 2007 tussen Bourg-en-Bresse en Le Grand-Bornand over een afstand van 197,5 kilometer. Op Quatorze Juillet - de Franse nationale feestdag - stond de eerste bergrit op het programma, hoewel men vooraf niet al te grote verschillen voorspelde. De Col de la Colombière was het grootste obstakel in deze etappe, met de top op bijna 15 kilometer van de aankomst in Le Grand-Bornand.
In 2004 kwam de Tour ook al eens aan in Le Grand-Bornand. Toen won Lance Armstrong, met minimale voorsprong op Andreas Klöden die in de laatste kilometer in de aanval was gegaan.

## Verloop
Zonder Óscar Freire en Rubén Lobato vertrok het peloton voor de eerste bergetappe van de Tour. Aanvallen van onder andere Alessandro Ballan en Andrij Grivko liepen op niets uit. De eerste tussensprint werd gewonnen door Tom Boonen, voor Erik Zabel en Daniele Bennati.
Ook na deze tussensprint bleef het onrustig in het peloton, met veel aanvallen. Op de Côte de Corlier raakten al groepjes achterop - onder andere Fabian Cancellara, Robbie McEwen en Tom Boonen moesten het peloton laten gaan. Vooraan waren Michael Rasmussen en Gorka Verdugo weggereden, het duo werd achtervolgd door Charles Wegelius en Sérgio Paulinho. Rasmussen bereikte de top als eerste en sprokkelde zo 4 punten voor het bergklassement. Even later werd echter ook deze aanval verleden tijd.
Er ontstond weer een nieuwe kopgroep van 9 man en deze leek wel succesvol te gaan worden. Deze groep werd gevormd door Gerdemann Pérez, Fofonov, Martínez, De la Fuente, Landaluze, Savoldelli, Lefèvre en Vaugrenard. Een drietal, bestaande uit Bram Tankink, José Iván Gutiérrez, Juan Antonio Flecha, was ook ontsnapt en ging op weg naar de koplopers. Veel renners probeerden over te steken uit het peloton. Er werd hard gereden in het eerste wedstrijd uur, met een gemiddelde van 40,9 km/u.
Het peloton gaf de achtervolging op, met als gevolg dat veel renners, waaronder leider Fabian Cancellara, weer de aansluiting vonden met het peloton. De kopgroep kreeg dus de ruimte en bouwde haar voorsprong op. Tankink, Gutiérrez en Flecha sloten aan bij de kopgroep en even later kwamen ook Fabian Wegmann, Jérôme Pineau en Martin Elmiger aansluiten, waardoor de groep nu 15 renners telde. Het peloton had op dat moment al een achterstand van ruim 5 minuten.
Na ongeveer 60 km verliet Enrico Degano het Tourpeloton, naar aanleiding van zijn valpartij gisteren tijdens de ravitaillering. Linus Gerdemann reed iets voor de tussensprint in Anglefort weg en pakte daar de 6 punten. De kopgroep had toen meer dan 7 minuten voorsprong. Ook in het tweede uur werd een hoog gemiddelde gehaald; men legde daarin 47,5 km af.
De kopgroep begon met 5 minuten voorsprong aan de Col de la Colombière, de scherprechter van de dag. Al snel plaatste Gutiérrez een aanval, de Spanjaard kreeg gezelschap van zijn landgenoot De la Fuente. Ook Gerdemann en Fofonov kozen de aanval en gingen op en over het Spaanse duo. Op 5,5 km van de top reed Gerdemann weg van zijn Kazachse vluchtmakker. De rest van de vlucht was helemaal uiteengeslagen. Landaluze en even later ook De la Fuente gingen Fofonov voorbij, maar Gerdemann bleek te sterk. Het peloton werd geleid door Rabobank en later ook door Caisse d'Epargne. Michael Rasmussen viel even voor de top aan voor de bergpunten en kreeg wat ruimte van het peloton. Voor de rest was het rustig in het peloton, op een demarrage van Mauricio Soler na. De Colombiaan zou uiteindelijk nog flink wat renners inhalen.
Gerdemann bereikte de top met een voorsprong van ongeveer 20 seconden op Landaluze, maar liep in de afdaling weer wat uit. Het peloton kwam door op 3' 20" en in de afdaling bleef dat verschil ongeveer gelijk. Vooraan reed Gerdemann naar de overwinning, met 40 seconden voorsprong op Iñigo Landaluze. Een minuut nadat Landaluze de streep was gepasseerd kwam ook De La Fuente binnen. Soler werd vierde, nadat de renner van Team Barloworld vlak voor de streep vroege vluchter Laurent Lefèvre nog inhaalde. Fabian Wegmann, mee in de oorspronkelijke kopgroep, werd weer ingelopen, maar demarreerde in de finale opnieuw en werd 6e, enkele seconden voor het peloton binnenkwam.
Gerdemann pakte naast de ritzege ook de gele en de witte trui en het rood rugnummer. De groene trui bleef om de schouders van Tom Boonen en Sylvain Chavanel raakte zijn bolletjestrui ook niet kwijt.

### Tussensprints
- Eerste tussensprint in Pont d'Ain, na 16,5 km: Tom Boonen
- Tweede tussensprint in Anglefort, na 86 km: Linus Gerdemann

### Bergsprints
- Eerste bergsprint, Côte de Corlier (4e cat.), na 36,5 km: Michael Rasmussen
- Tweede bergsprint, Côte de Cruseilles (3e cat.), na 122,5 km: David de la Fuente
- Derde bergsprint, Côte Peguin (4e cat.), na 153,5 km: David de la Fuente
- Vierde bergsprint, Col de la Colombière (1e cat.), na 183 km: Linus Gerdemann

## Uitslag

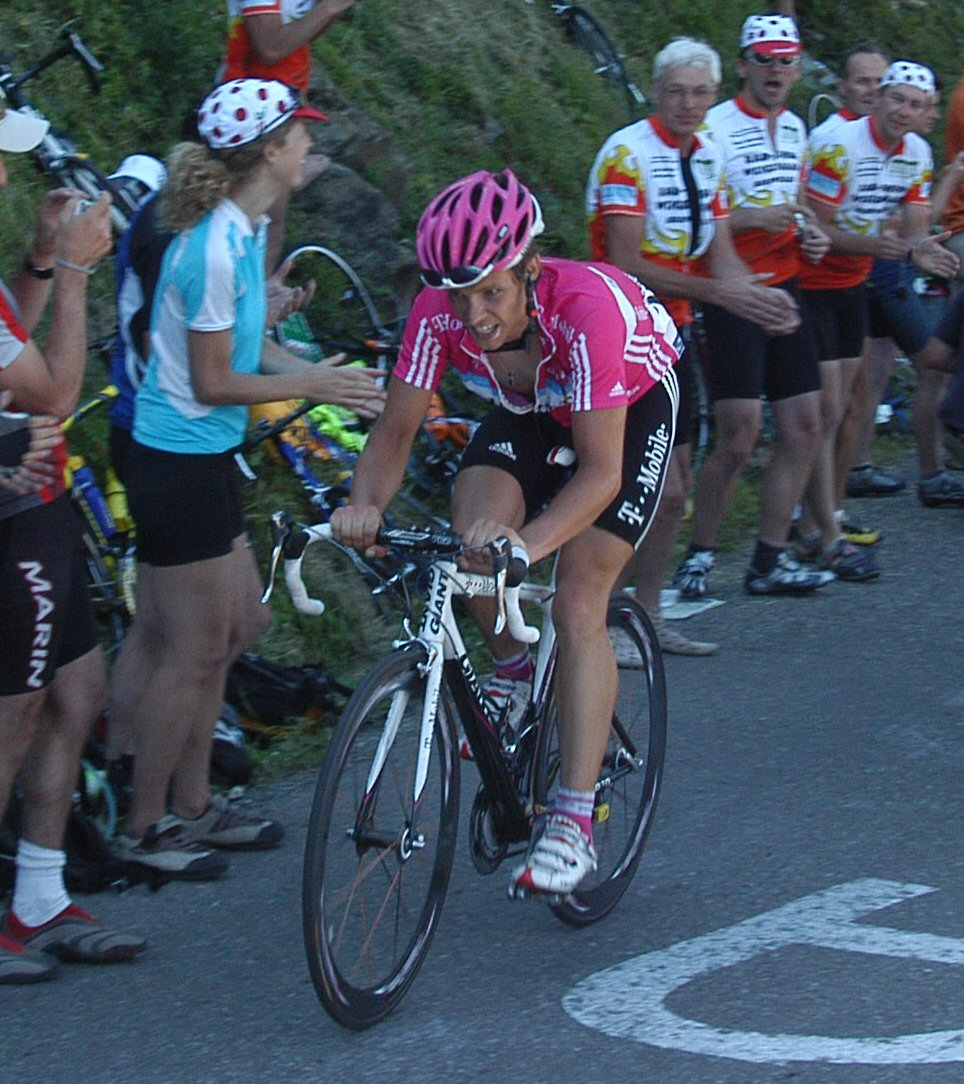
Gerdemann gaat als eerste de Col de la Colombière over.

| rang | renner             | land      | ploeg                  | tijd       |
| ---- | ------------------ | --------- | ---------------------- | ---------- |
| 1    | Linus Gerdemann    | Duitsland | T-Mobile Team          | 4u 53' 13" |
| 2    | Iñigo Landaluze    | Spanje    | Euskaltel              | op 40"     |
| 3    | David de la Fuente | Spanje    | Saunier Duval          | op 1' 39"  |
| 4    | Mauricio Soler     | Colombia  | Team Barloworld        | op 2' 14"  |
| 5    | Laurent Lefèvre    | Frankrijk | Bouygues Télécom       | op 2' 21"  |
| 6    | Fabian Wegmann     | Duitsland | Team Gerolsteiner      | op 3' 32"  |
| 7    | Juan Manuel Gárate | Spanje    | Quickstep - Innergetic | op 3' 38"  |
| 8    | Xavier Florencio   | Spanje    | Bouygues Télécom       | z.t.       |
| 9    | Christophe Moreau  | Frankrijk | Ag2r Prévoyance        | z.t.       |
| 10   | Alejandro Valverde | Spanje    | Caisse d'Epargne       | z.t.       |

## Algemeen klassement
| rang | renner             | land      | ploeg               | tijd        |
| ---- | ------------------ | --------- | ------------------- | ----------- |
| 1    | Linus Gerdemann    | Duitsland | T-Mobile Team       | 34u 43' 40" |
| 2    | Iñigo Landaluze    | Spanje    | Euskaltel - Euskadi | op 1' 24"   |
| 3    | David de la Fuente | Spanje    | Saunier Duval       | op 2' 45"   |
| 4    | Laurent Lefèvre    | Frankrijk | Bouygues Télécom    | op 2' 55"   |
| 5    | Mauricio Soler     | Colombia  | Team Barloworld     | op 3' 05"   |

Proloog ·
1e etappe ·
2e etappe ·
3e etappe ·
4e etappe ·
5e etappe ·
6e etappe ·
7e etappe ·
8e etappe ·
9e etappe ·
10e etappe ·
11e etappe ·
12e etappe ·
13e etappe ·
14e etappe ·
15e etappe ·
16e etappe ·
17e etappe ·
18e etappe ·
19e etappe ·
20e etappe
Startlijst · Eindstanden · Afbeeldingen